# Château de Beaujardin (Tours)
Le château de Beaujardin est un ancien château situé à Tours (Indre-et-Loire).

## Historique
L'ancienne maison forte est la propriété de la famille Leroux au XVIIIe siècle, qui font construire pour le manoir une chapelle en 1745, bénie par Mgr Louis-Jacques Chapt de Rastignac.
Le château est reconstruit au milieu du XIXe siècle par l'architecte Philippe Chateignier, pour le compte du général Viala Charon, gouverneur général de l'Algérie. 
Il appartient par la suite successivement à M. Bergerat en 1862, au vicomte Joseph Cornely von Heemstra en 1878, qui va créer un jardin d'acclimatation et un zoo dans le parc.
À la fin du XIXe siècle, il est acquis par la famille Goüin. Il est alors le lieu d'activité du patronage, processions de la Fête Dieu et des kermesses de la paroisse du Sacré-Cœur, dont dépend le domaine de Beaujardin.
Il passe à la ville de Tours en 1925.
Le château est détruit par les bombardements de 1944. Seule reste une partie du jardin, qui constitue aujourd'hui le cœur du quartier Beaujardin.

## Sources
- Jean-Louis Choisel, Mémoire sur l’histoire du château de Beaujardin et de son zoo, à Tours (2014)
- Pierre Leveel, La Touraine disparue: Et ses abords immédiats, 1994
- Jacques-Xavier Carré de Busserolle, Dictionnaire géographique, historique et biographique d'Indre-et-Loire et de l'ancienne province de Touraine, Volume 1, 1878